# 叉枝斑鸠菊
叉枝斑鸠菊（学名：Vernonia divergens）是菊科班鸠菊属的植物。分布在泰国、印度、越南、老挝、缅甸以及中国大陆的云南等地，生长于海拔300米至1,100米的地区，见于山脚、路旁或河边，目前尚未由人工引种栽培。